# Чайковський Олександр Михайлович
Олекса́ндр Миха́йлович Чайко́вський (15 серпня 1924, Миколаїв — 25 лютого 2008, Херсон) — радянський військовик, у роки Другої світової війни — розвідник 101-го гвардійського стрілецького полку 35-ї гвардійської стрілецької дивізії, гвардії молодший сержант. Повний кавалер ордена Слави.

## Життєпис
Народився в родині робітника. Українець. З 1939 року мешкав у місті Херсоні. Здобув неповну середню освіту.
З початком німецько-радянської війни, з серпня 1941 по березень 1944 року, перебував на тимчасово окупованій території.
До лав РСЧА призваний Варварівським РВК у квітні 1944 року. Учасник німецько-радянської війни з травня того ж року. Воював на 3-му Українському і 1-му Білоруському фронтах.
У середині серпня 1944 року під час відбиття атаки супротивника на населений пункт Маріяпіль (Польща), будучи пораненим, ризикуючи своїм життям, врятував життя командирові роти.
У ніч на 18 лютого 1945 року, перебуваючи у нічному пошуку на лівому березі річки Одер у районі м. Кіц (Німеччина), гвардії молодший сержант О. М. Чайковський першим увірвався до будинку, в якому перебував супротивник, і особистою хоробрістю сприяв захопленню взводом «язика» і знищенню 6 солдатів ворога.
У ході боїв за Берлін у квітні 1945 року разом з групою бійців знищив понад 10 і полонив 4-х солдатів супротивника.
Демобілізований у березні 1947 року. Повернувся до Херсона, працював у воєнізованій охороні хлібозаводу. У 1949 році направлений на навчання до Одеської школи міліції. У 1950 році виїхав до Казахстану, де протягом чотирьох років працював водієм будівельного тресту, у радгоспі «Карабалик» Кустанайської області. У 1954 році повернувся до Херсона. Працював водієм, а з 1979 року — слюсарем з ремонту автомобілів АТП-21021. Член КПРС з 1965 року.
З 1984 року — на пенсії. Похований на камишанському кладовищі Херсона.

## Нагороди
Нагороджений українським орденом Богдана Хмельницького 3-го ступеня (14.10.1999), радянськими орденами Вітчизняної війни 1-го ступеня (11.03.1985), Червоної Зірки (06.04.1945), Слави 1-го (15.05.1946, № 1378), 2-го (26.03.1945, № 29464) та 3-го (24.08.1944, № 174020) ступенів і медалями.